# Matteo Tosetti
Matteo Tosetti (Losone, 15 de febrero de 1992) es un futbolista suizo. Su posición es la de mediocampista y su club es el F. C. Locarno de la 2. Liga Interregional de Suiza.

## Trayectoria

### FC Sion
El 18 de septiembre de 2020 se hace oficial su llegada al FC Sion firmando un contrato hasta 2023. Su primer partido con el club fue el 26 de septiembre en liga ante el BSC Young Boys arrancando como titular y saliendo de cambio al 75', su equipo terminaría empatando a cer goles.

### AC Bellinzona
El 6 de julio de 2022 se hizo oficial su llegada al AC Bellinzona.

## Selección nacional

### Sub-17
Fue incluido en la convocatoria de Suiza que participó en la Copa Mundial de Fútbol Sub-17 de 2009. En dicho torneo participó solo en el juego de semifinales ante Colombia entrando de cambio al minuto 72' por Nassim Ben Khalifa. Al final Suiza terminaría ganando el torneo y proclamándose campeón del mundo en dicha categoría.

### Sub-21
Disputó partidos de la Clasificación para la Eurocopa Sub-21 de 2015, aunque al final su selección terminó siendo eliminada en dicha fase.

### Participaciones en selección
| Torneo                      | Sede   | Resultado       | Partidos     | Goles |   |
| --------------------------- | ------ | --------------- | ------------ | ----- | - |
| Copa Mundial 2009           | Sub-17 | Nigeria         | Campeón      | 1     | 0 |
| Clasificación Eurocopa 2015 | Sub-21 | República Checa | No clasificó | 2     | 0 |

## Estadísticas

### Clubes
Actualizado al último partido jugado el 3 de mayo de 2024.
| FC Locarno · Suiza | 2.ª           | 2009-10       | 1   | 0  | -  | - | - | - | 1   | 0  |
| FC Locarno · Suiza | Total club    | Total club    | 1   | 0  | 0  | 0 | 0 | 0 | 1   | 0  |
| BSC Young Boys · Suiza | 1.ª           | 2010-11       | 6   | 0  | -  | - | - | - | 6   | 0  |
| BSC Young Boys · Suiza | Total club    | Total club    | 6   | 0  | 0  | 0 | 0 | 0 | 6   | 0  |
| FC Wohlen · Suiza | 2.ª           | 2011-12       | 13  | 0  | -  | - | - | - | 13  | 0  |
| FC Wohlen · Suiza | 2.ª           | 2012-13       | 36  | 1  | 1  | 0 | - | - | 37  | 1  |
| FC Wohlen · Suiza | Total club    | Total club    | 49  | 1  | 1  | 0 | 0 | 0 | 50  | 1  |
| FC Lugano · Suiza | 2.ª           | 2013-14       | 34  | 4  | 1  | 0 | - | - | 35  | 4  |
| FC Lugano · Suiza | 2.ª           | 2014-15       | 30  | 2  | 2  | 0 | - | - | 32  | 2  |
| FC Lugano · Suiza | 1.ª           | 2015-16       | 19  | 2  | 5  | 1 | - | - | 24  | 3  |
| FC Lugano · Suiza | Total club    | Total club    | 83  | 8  | 8  | 1 | 0 | 0 | 91  | 9  |
| FC Thun · Suiza | 1.ª           | 2016-17       | 35  | 5  | -  | - | - | - | 35  | 5  |
| FC Thun · Suiza | 1.ª           | 2017-18       | 30  | 1  | 2  | 1 | - | - | 32  | 2  |
| FC Thun · Suiza | 1.ª           | 2018-19       | 25  | 2  | 4  | 0 | - | - | 29  | 2  |
| FC Thun · Suiza | 1.ª           | 2019-20       | 28  | 3  | 3  | 0 | 1 | 0 | 32  | 3  |
| FC Thun · Suiza | Total club    | Total club    | 118 | 9  | 9  | 1 | 1 | 0 | 128 | 10 |
| FC Sion · Suiza | 1.ª           | 2020-21       | 31  | 2  | 2  | 1 | - | - | 33  | 3  |
| FC Sion · Suiza | 1.ª           | 2021-22       | 18  | 0  | 2  | 0 | - | - | 20  | 0  |
| FC Sion · Suiza | Total club    | Total club    | 49  | 2  | 4  | 1 | 0 | 0 | 53  | 3  |
| AC Bellinzona · Suiza | 2.ª           | 2022-23       | 33  | 0  | 1  | 0 | - | - | 34  | 0  |
| AC Bellinzona · Suiza | 2.ª           | 2023-24       | 32  | 1  | 1  | 0 | - | - | 33  | 1  |
| AC Bellinzona · Suiza | Total club    | Total club    | 65  | 1  | 2  | 0 | 0 | 0 | 67  | 1  |
| Total carrera | Total carrera | Total carrera | 371 | 21 | 24 | 3 | 1 | 0 | 396 | 23 |
| (1) Incluye datos de Copa Suiza. (2) Incluye datos de Liga Europa de la UEFA. (3) No incluye goles en partidos amistosos. |               |               |     |    |    |   |   |   |     |    |

## Palmarés

### Campeonatos nacionales
| Título           | Club         | País  | Año     |
| ---------------- | ------------ | ----- | ------- |
| Challenge League | F. C. Lugano | Suiza | 2014-15 |